# Arbroath F.C.
Arbroath F.C., właśc. Arbroath Football Club – szkocki klub piłkarski z siedzibą w Arbroath.

## Historia
Klub został założony w 1878. W swojej historii rozegrał 9 sezonów w pierwszej lidze, w czasach kiedy stanowiły ją rozgrywki First Division. W latach 1921–2003 występował też przez 45 sezonów na poziomie drugiej ligi (39 w Second Division i 6 w First Division). W sezonie 2002/2003 spadł do trzeciej ligi, a na drugi poziom rozgrywkowy powrócił w 2019, po wygraniu rozgrywek Scottish League One w sezonie 2018/2019.

### Historia występów w pierwszej lidze
| Sezon   | Liga           | Miejsce      |
| ------- | -------------- | ------------ |
| 1935/36 | First Division | 11.          |
| 1936/37 | First Division | 14.          |
| 1937/38 | First Division | 11.          |
| 1938/39 | First Division | 17.          |
| 1959/60 | First Division | 18. (spadek) |
| 1968/69 | First Division | 18. (spadek) |
| 1972/73 | First Division | 15.          |
| 1973/74 | First Division | 13.          |
| 1974/75 | First Division | 18. (spadek) |

## Reprezentanci kraju grający w klubie
stan na grudzień 2023
|  | - Danny Griffin - Johnny Scraggs - Scott Bitsindou - Frank Barrett - Jimmy Bone - Albert Buick - Colin Cameron - David Cumming - Davie Dodds |  | - Ned Doig - Rab Douglas - Craig Forsyth - John Johnston - Brian Kerr - George Law - William Maxwell - Kenny McLean - Colin McNab |  | - George McWattie - George Mutch - Andy Penman - Harry Ritchie - Hugh Robertson - Dave Smith - David Storrier - Andy Webster - Collin Samuel |